# Southside Johnny & The Asbury Jukes
Southside Johnny & The Asbury Jukes es una banda de rock procedente de Nueva Jersey, Estados Unidos formada por Southside Johnny desde 1975. Exponentes del conocido como sonido de la costa de Jersey, han grabado álbumes desde 1976 y están estrechamente relacionados musicalmente con Bruce Springsteen & The E Street Band. El grupo ha grabado y actuado en varias canciones de Springsteen, como "The Fever" y "Fade Away". Springsteen también ha actuado con la banda en numerosas ocasiones y en 1991 apareció como invitado en el álbum Better Days. Durante los primeros años de la banda, Miami Steve Van Zandt fue el colíder, guitarrista, arreglista y productor, mientras que otros miembros de la E Street Band, como Clarence Clemons, Max Weinberg, Garry Tallent, Ernest Carter, Patti Scialfa y Soozie Tyrell tocaron y grabaron con los Jukes. Por la banda han pasado más de cien miembros desde su formación, incluyendo Jon Bon Jovi, que fue de gira como invitado durante 1990. Además, Bon Jovi ha citado a The Asbury Jukes entre sus influencias musicales y miembros de la banda como Bobby Bandiera y Jeff Kazee han tocado con Bon Jovi. Otros miembros notables son Mark Pender y Richie "La Bamba" Rosenberg, quienes suelen tocar con The Max Weinberg 7 en Late Night with Conan O'Brien y The Tonight Show with Conan O'Brien.

## Discografía

### Álbumes de estudio
- Southside Johnny & The Asbury Jukes
  - I Don't Want To Go Home (1976)
  - This Time It's for Real (1977)
  - Hearts of Stone (1978)
  - Havin' a Party (1979)
  - The Jukes (1979)
  - Love Is a Sacrifice (1980)
  - Trash It Up (1983)
  - Better Days (1991)
  - Messin' With the Blues (2000)
  - Going To Jukesville (2002)
  - Into the Harbour (2005)
  - Pills and Ammo (2010)

- Southside Johnny & The Jukes
  - In the Heat (1984)
  - At Least We Got Shoes (1986)

- Southside Johnny
  - Slow Dance (1988)

- Southside Johnny with La Bamba's Big Band
  - Grapefruit Moon: The Songs of Tom Waits (2008)